# Sörängens folkhögskola

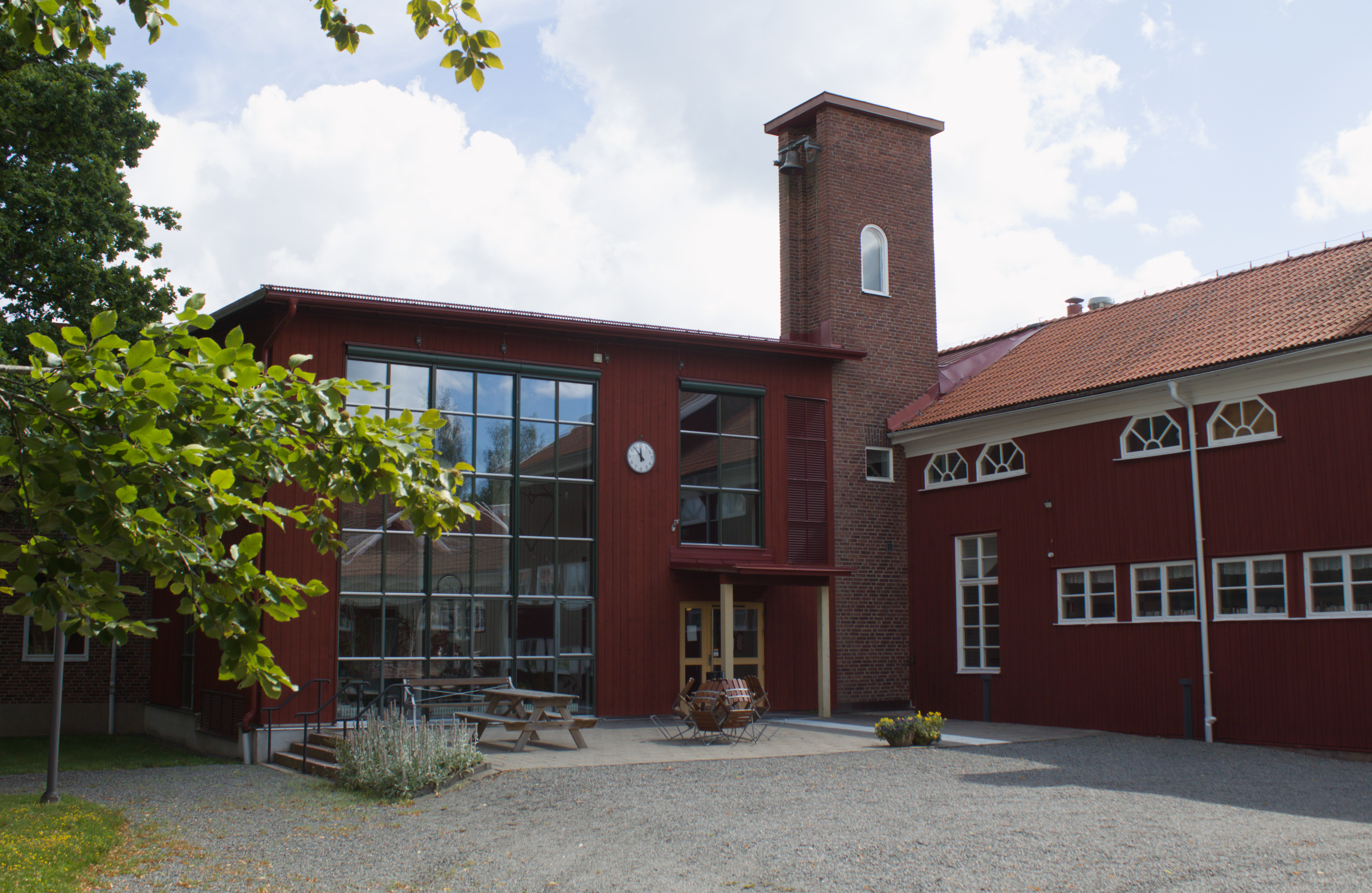
Sörängens folkhögskola, 2025

Sörängens folkhögskola är en regionägd folkhögskola i Nässjö med en kulturprofil med kurser i bland annat animation, bilderbokskapande, fotografering (även på distans), naturvetenskapligt basår, författarskap, keramik och skrivarlinjen på distans. Skolan har även sommarkurser av olika slag.
Sörängen byggdes 1912–1915 där röda trähus placerades runt en 300 år gammal ek. Matsalen är K-märkt, eftersom innertaket pryds av en takmålning av Simon Gate. Dessutom finns det gamla torpet Svältan från 1700-talet.
Skolan är ansluten till Folkhögskolornas råd.  Sörängen har cirka 70 internatplatser.
Tillsammans med Ädelfors folkhögskola har skolorna gemensamt filialen Jönköpings folkhögskola med kurser som ger allmän behörighet till universitetsstudier.

## Galleri

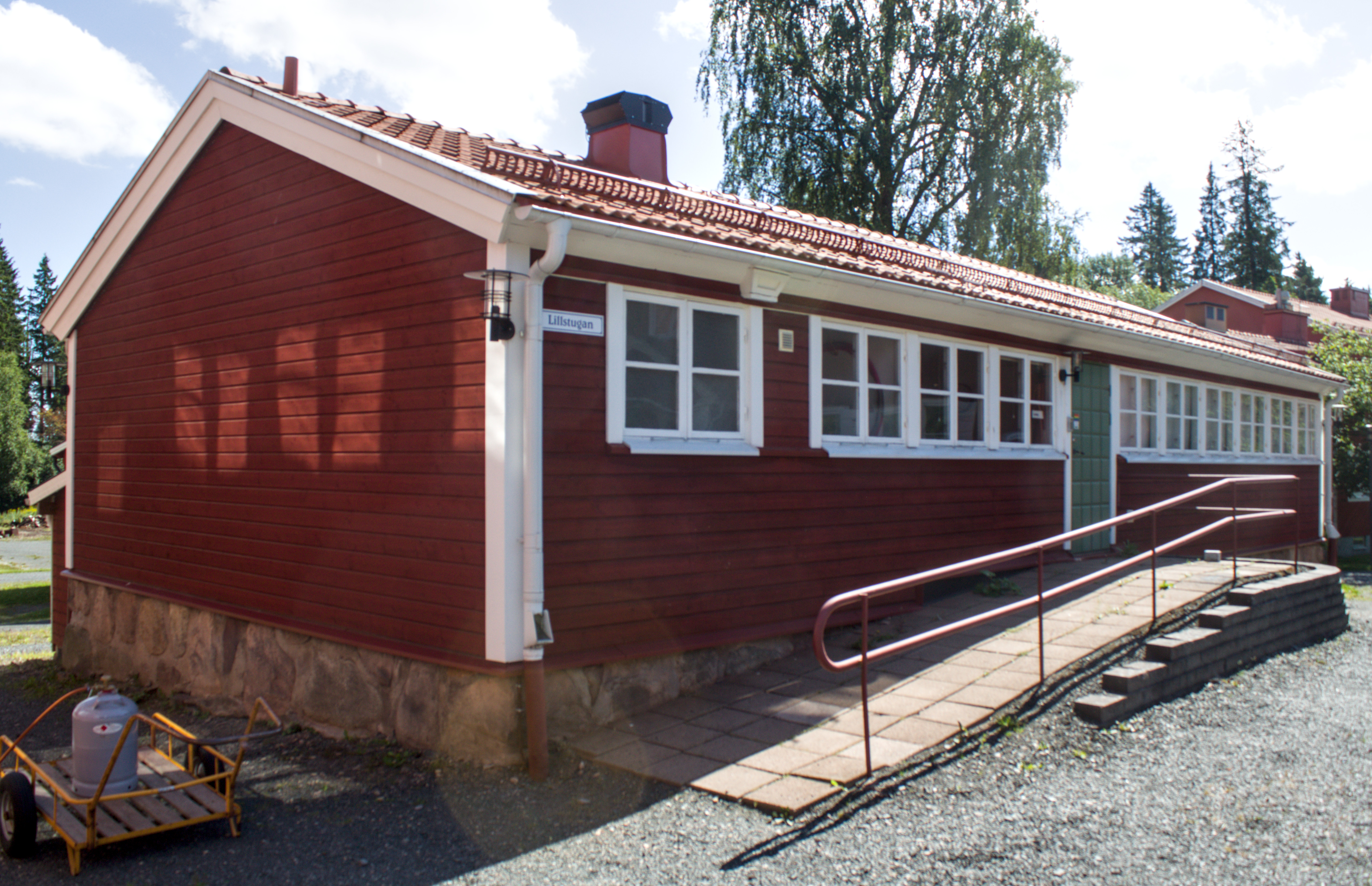
Lillstugan, tidigare vävstuga.
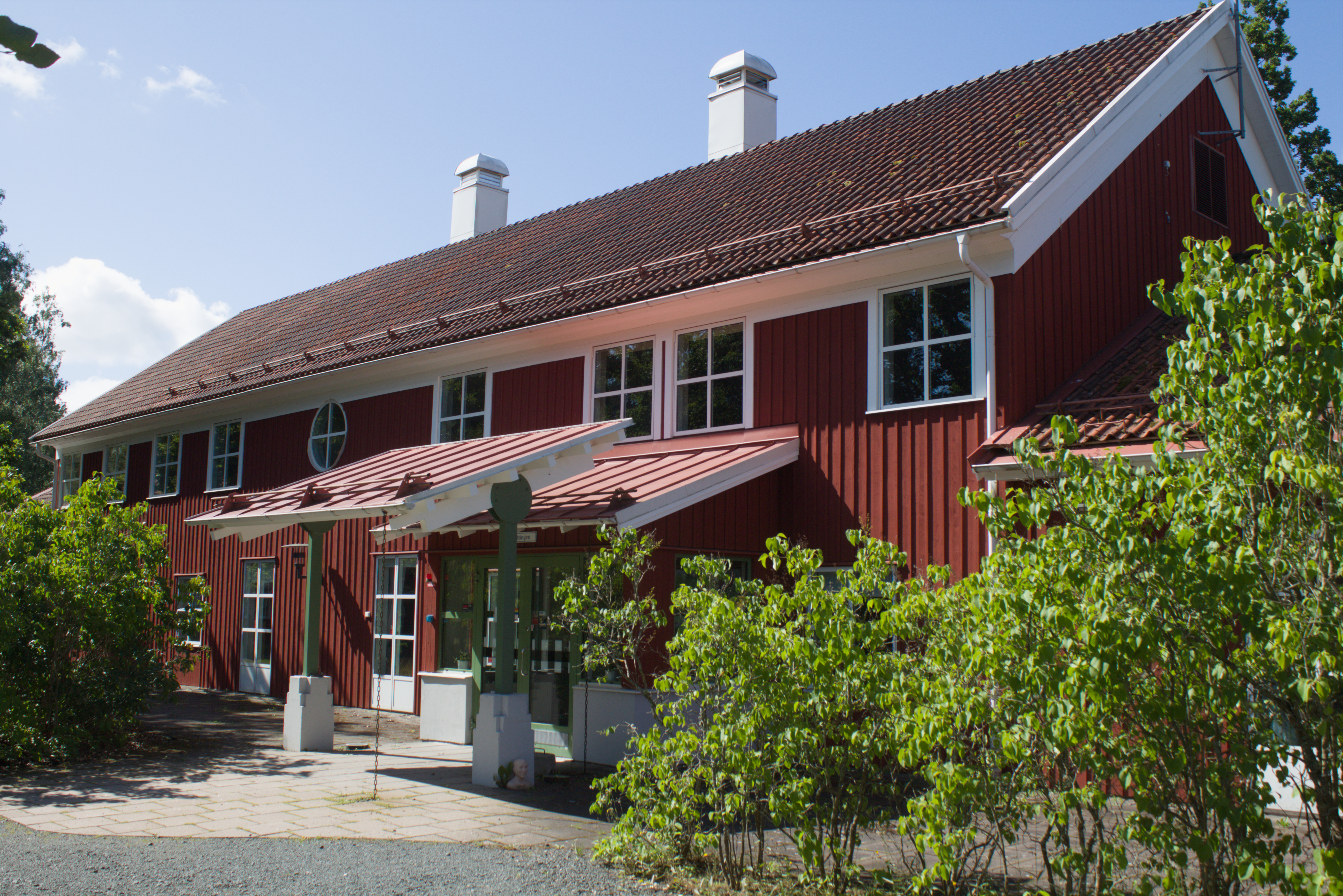
Estethuset.
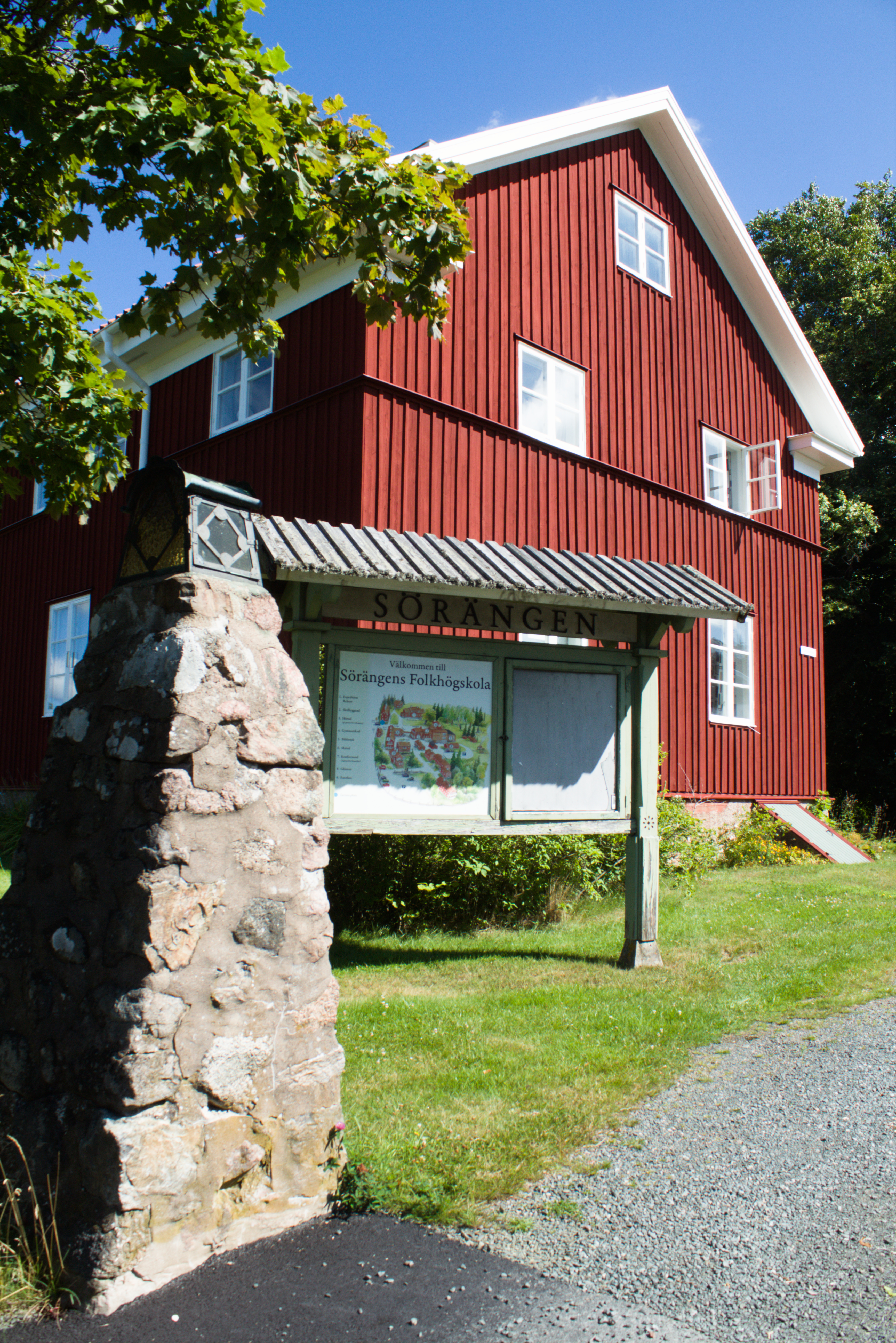
Informationsskylt vid ingången till skolområdet.
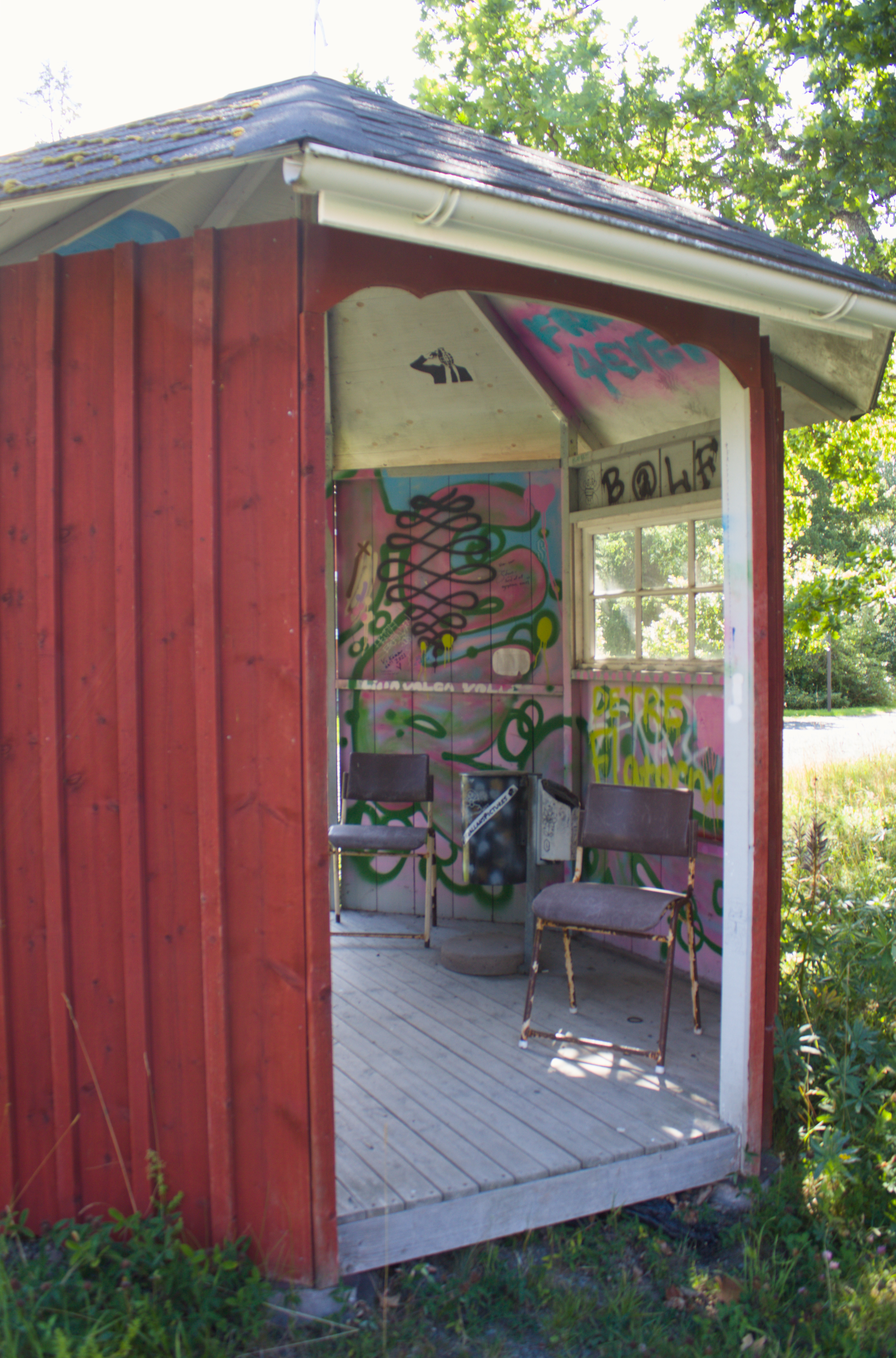
Lusthus på skolgården.
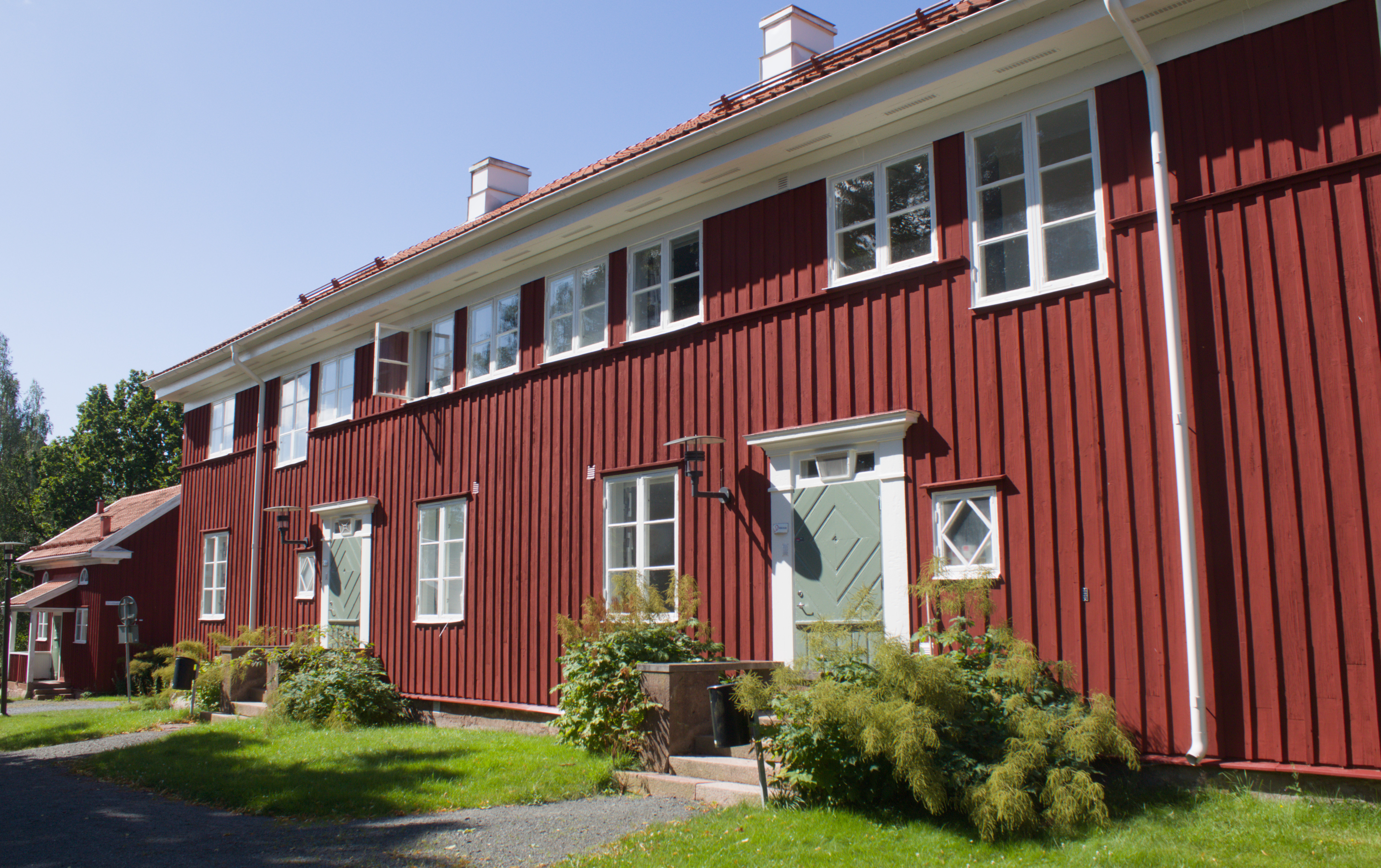
Lindängen, internat.
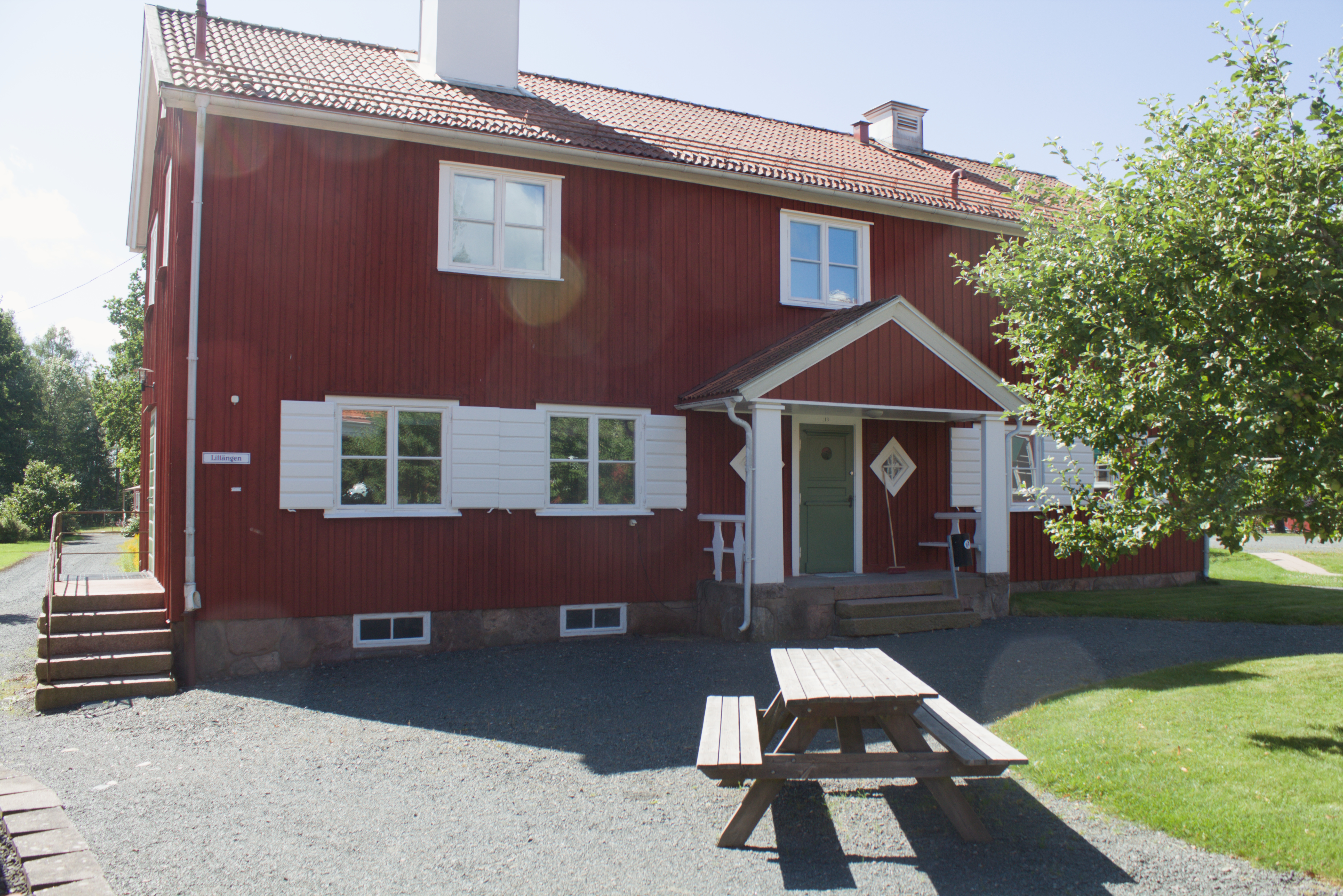
Lillängen.
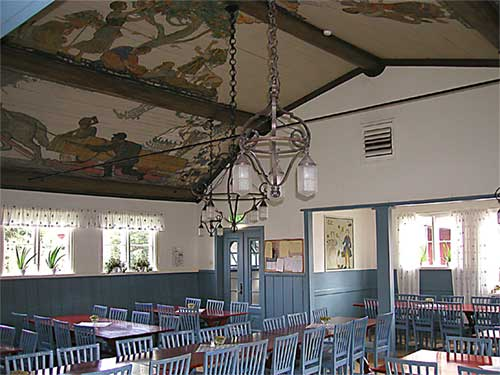
Matsal, med takmålning av Simon Gate
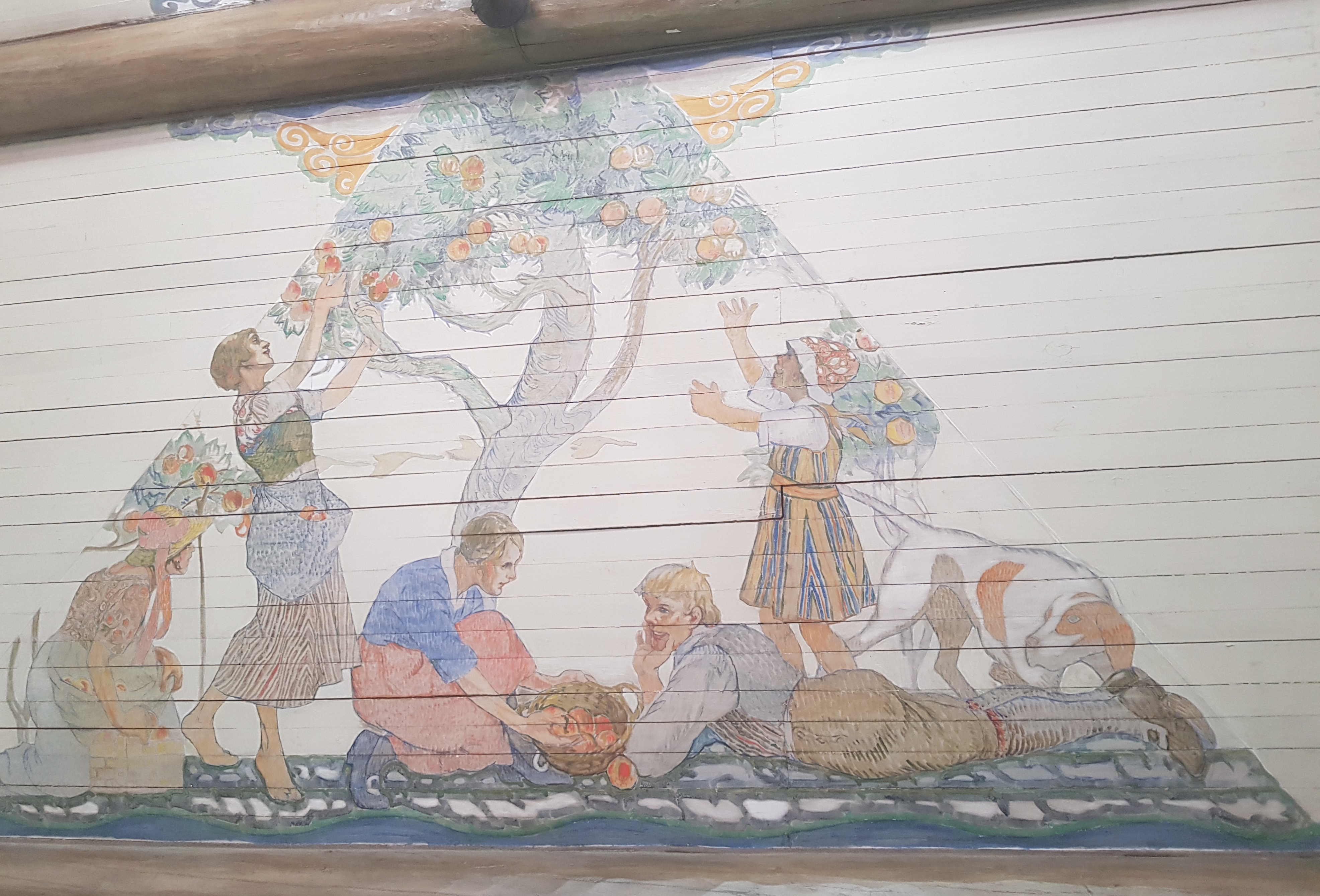
Del av takmålningen av Simon Gate i matsalen, övre delen.
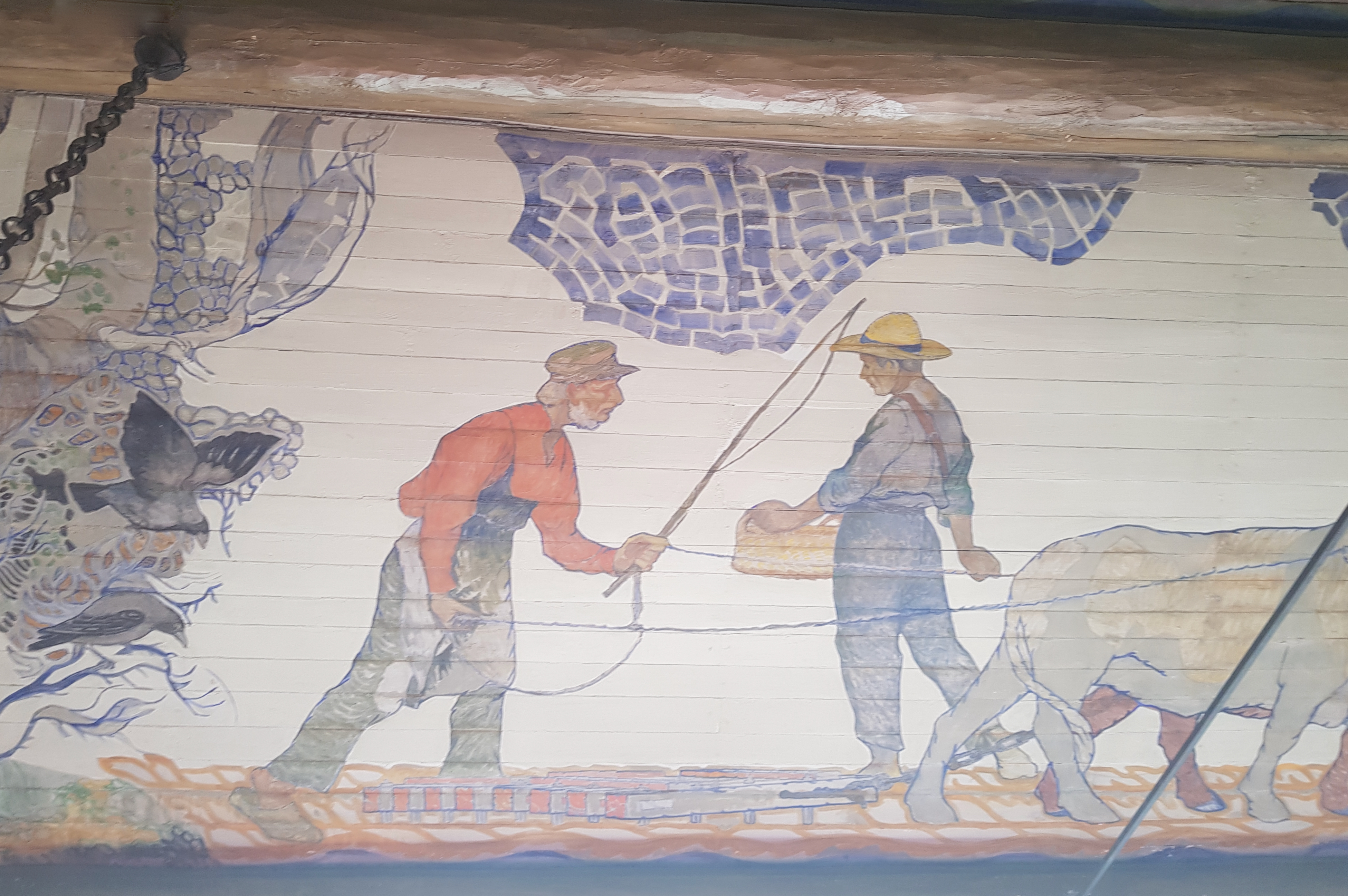
Del av takmålningen, vänster del av en lägre panel.
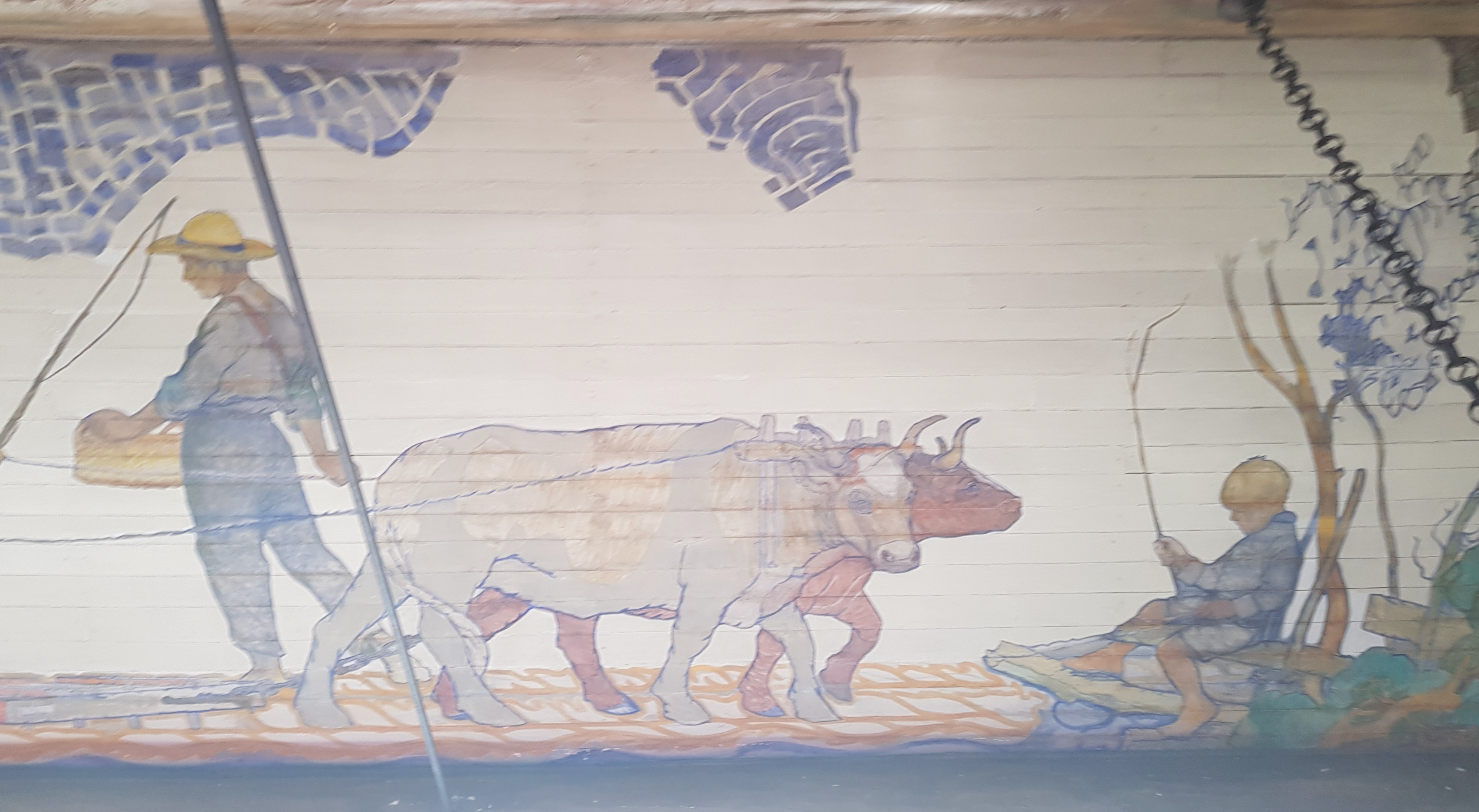
Del av takmålningen i matsalen på Sörängens folkhögskola.